# Błyszczak białoskrzydły
Błyszczak białoskrzydły (Neocichla gutturalis) – gatunek małego ptaka z podrodziny szpaków (Sturninae) w rodzinie szpakowatych (Sturnidae). Ptak ten występuje w Afryce, nie jest zagrożony wyginięciem.

## Zasięg występowania
Błyszczak białoskrzydły występuje w zależności od podgatunku:
- N. gutturalis gutturalis – południowo-środkowa Angola
- N. gutturalis angusta – zachodnio-środkowa Tanzania, północno-zachodnia i wschodnia Zambia oraz północno-zachodnie Malawi

## Taksonomia
Gatunek po raz pierwszy naukowo opisał w 1871 roku portugalski ornitolog José Vicente Barboza du Bocage, nadając mu nazwę Crateropus gutturalis. Jako miejsce typowe Bocage wskazał prowincję Huíla w Angoli. Holotypem była dorosła samica, znajdująca się w zbiorach Museu de Lisboa. Jedyny przedstawiciel rodzaju Neocichla, utworzonego przez brytyjskiego ornitologa Richarda Bowdlera Sharpe’a w 1876 roku. Podgatunek angusta po raz pierwszy naukowo opisał w 1930 roku amerykański ornitolog Herbert Friedmann, wskazując jako miejsce typowe Muhulala (popr. Muhalala), w Kilimatinde, w Tanganice (obecnie Tanzania). Okazem typowym była dorosła samica zebrana 23 marca 1922 roku przez Arthura Loveridge’a. Wyróżniono dwa podgatunki.

### Etymologia
Nazwa rodzajowa: gr. νεος neos – nowy, dziwny; κιχλη kikhlē – drozd. Epitet gatunkowy: średniowiecznołac. gutturalis – z gardła, od łac. guttur, gutturis – gardło.

## Morfologia
Długość ciała 17 cm; masa ciała 64–72 g. Mały szpak z charakterystycznym wzorem upierzenia. Podgatunek nominatywny ma głowę, podbródek i gardło szare, ciemniejsze na kantarku; płaszcz i tył ciała brązowy z płowożółtymi krawędziami piór, kuper szaro-brązowy. Skrzydło brązowe, z jakimś połyskiem na lotkach I rzędu, białe zewnętrzne krawędzie lotek II rzędu tworzą widoczny pas przy złożonym skrzydle (podczas lotu na skrzydle widoczny jest jasna łata). Ogon ciemnobrązowy z pewnym połyskiem, białe końcówki na zewnętrznych dwóch parach sterówek. Na środku piersi znajduje się mała, czarna plama w kształcie klina. Reszta dolnych części ciała płowożółta, środek brzucha bladobiały. Tęczówka żółta, dziób czarny, nogi żółto-brązowe. Płcie podobne. Młode ptaki mają koronę i płaszcz ciemnobrązowy, gardło i spód ciała z ciemnobrązowymi znaczeniami, tęczówka jest szara, dziób żółtawy z ciemną końcówką, nogi jasnobrązowe. Podgatunek angusta różni się od nominatywnego przede wszystkim posiadaniem węższych, białych krawędzi na sterówkach zewnętrznych, i jaśniejszych górnych części ciała.

## Ekologia

### Głos
Pieśń składa się z przedłużających płaczliwych sekwencji, przeplatanych bełkotliwymi i piskliwymi dźwiękami; rozmowy opisane jako przenikliwe skrzeczenie, podobne do papug (Psittacidae), lub przypominające odgłosy wydane przez tymalie (Timaliidae).

### Siedlisko i pokarm
Ptak prawdopodobnie osiadły, zamieszkujący otwarte, widne lasy miombo (Brachystegia) z małymi zaroślami oraz mieszane lasy miombo-mopane (Brachystegia-Colophospermum); występuje do  1500 m n.p.m.
W skład diety wchodzą ryjkowcowate (Curculionidae) oraz inne chrząszcze (Coleoptera), termity (Isoptera); spożywa również jagody oraz obserwowano jak badają kwiaty srebrnika (Protea). Pokarm zdobywają głównie na ziemi, w parach lub w grupach składających się z mniej niż dziesięć ptaków, ale obserwowano stada składające się z ponad 40 ptaków poza sezonem lęgowym; podczas żerowania może dołączać do stad składających się z różnych gatunków.

### Lęgi
Okres rozrodczy przypada na okres od sierpnia do września/października w Angoli, od października do listopada w Zambii i w listopadzie w Malawi. Najprawdopodobniej gatunek monogamiczny. Gniazdo wyściełane jest porostami, mchami i trawami, lub włosami oraz suchych liści, umieszczane w otworze na drzewie do 8 m nad ziemią. Samica składa 2-3 jaja; obserwowano dwa dorosłe ptaki podczas karmienia w jednym gnieździe. Brak dalszych informacji na temat lęgów.

## Status
W Czerwonej księdze gatunków zagrożonych Międzynarodowej Unii Ochrony Przyrody został zaliczony do kategorii LC (ang. Least Concern – najmniejszej troski). Globalna wielkość populacji nie została oszacowana, ale gatunek ten jest opisany jako lokalnie pospolity w zachodniej Angoli. Występuje w niektórych obszarach chronionych. Tendencja liczebności populacji jest trudna do określenia ze względu na niepewność co do skutków zmian siedliskowych na wielkość populacji tego ptaka.